# Gomphidae
Gomphidae je familija vilinskih konjica. Jasno se razlikuju od ostalih Anisoptera po odvojenim očima. Kod većine vrsta mužjaci imaju proširenja na 7,8. i 9. segmentu.

## Rodovi
Opisano je oko 100 rodova.
Rodovi uključuju:
- Acrogomphus Laidlaw, 1925
- Agriogomphus Selys, 1869
- Amphigomphus Chao, 1954
- Anisogomphus Selys, 1858
- Anomalophlebia Belle, 1995
- Anormogomphus Selys, 1854
- Antipodogomphus Fraser, 1951
- Aphylla Selys, 1854
- Archaeogomphus Williamson, 1919
- Arigomphus Needham, 1897
- Armagomphus Carle, 1986
- Asiagomphus Asahina, 1985
- Austrogomphus Selys, 1854
- Brasiliogomphus Belle, 1995
- Burmagomphus Williamson, 1907
- Cacoides Cowley, 1934
- Ceratogomphus Selys, 1854
- Cinitogomphus Pinhey, 1964
- Cornigomphus Martin, 1907
- Crenigomphus Selys, 1892
- Cyanogomphus Selys, 1873
- Cyclogomphus Selys, 1854
- Davidioides Fraser, 1924
- Davidius Selys, 1878
- Desmogomphus Williamson, 1920
- Diaphlebia Selys, 1854
- Diastatomma Burmeister, 1839
- Dromogomphus Selys, 1854
- Dubitogomphus Fraser, 1940
- Ebegomphus Needham, 1944
- Eogomphus Needham, 1941
- Epigomphus Hagen in Selys, 1854
- Erpetogomphus Selys, 1858
- Euthygomphus Kosterin, 2016
- Fukienogomphus Chao, 1954
- Gastrogomphus Needham, 1941
- Gomphidia Selys, 1854
- Gomphidictinus Fraser, 1942
- Gomphoides Selys, 1854
- Gomphurus Needham, 1901
- Gomphus Leach in Brewester, 1815
- Hagenius Selys, 1854
- Heliogomphus Laidlaw, 1922
- Hemigomphus Selys, 1854
- Hylogomphus Needham, Westfall & May, 2000
- Ictinogomphus Cowley, 1934
- Idiogomphoides Belle, 1984
- Isomma Selys, 1892
- Labrogomphus Needham, 1931
- Lamelligomphus Fraser, 1922
- Lanthus Needham, 1897
- Leptogomphus Selys, 1878
- Lestinogomphus Martin, 1911
- Lindenia de Haan, 1826
- Macrogomphus Selys, 1858
- Malgassogomphus Cammaerts, 1987
- Mastigogomphus Cammaerts, 2004
- Megalogomphus Campion, 1923
- Melanocacus Belle, 1986
- Melligomphus Chao, 1990
- Merogomphus Martin, 1904
- Microgomphus Selys, 1858
- Mitragomphus Needham, 1944
- Neogomphus Selys, 1858
- Nepogomphoides Fraser, 1934
- Nepogomphus Fraser, 1934
- Neurogomphus Karsch, 1890
- Nihonogomphus Oguma, 1926
- Notogomphus Selys, 1858
- Nychogomphus Carle, 1986
- Octogomphus Selys, 1873
- Odontogomphus Watson, 1991
- Onychogomphus Selys, 1854
- Ophiogomphus Selys, 1854
- Orientogomphus Chao & Xu, 1987
- Paragomphus Cowley, 1934
- Perigomphus Belle, 1972
- Perissogomphus Laidlaw, 1922
- Peruviogomphus Klots, 1944
- Phaenandrogomphus Lieftinck, 1964
- Phanogomphus Carle, 1986
- Phyllocycla Calvert, 1948
- Phyllogomphoides Belle, 1970
- Phyllogomphus Selys, 1854
- Platygomphus Selys, 1854
- Praeviogomphus Belle, 1995
- Progomphus Selys, 1854
- Scalmogomphus Chao, 1990
- Shaogomphus Chao, 1984
- Sieboldius Selys, 1854
- Sinictinogomphus Fraser, 1939
- Sinogomphus May, 1935
- Stenogomphurus Carle, 1986
- Stylogomphus Fraser, 1922
- Stylurus Needham, 1897
- Tibiagomphus Belle, 1992
- Tragogomphus Sjöstedt, 1899
- Trigomphus Bartenev, 1911
- Zonophora Selys, 1854

## Galerija
- Onychogompus forcipatus, ženka
- Onychogompus forcipatus, mužjak